# Règlement de comptes (film, 1938)
Pour les articles homonymes, voir Règlement de comptes.
Série Joel et Garda Sloane
Mon mari conduit l'enquête (1939)
Pour plus de détails, voir Fiche technique et Distribution.
Règlement de comptes (Fast Company) est un film américain en noir et blanc réalisé par Edward Buzzell, sorti en 1938.
Ce film est le premier volet de la trilogie mettant en scène le couple de détectives amateurs Joel et Garda Sloane ; les volets suivants sont : Mon mari conduit l'enquête (1939) et Mon mari court encore (1939).
Le film est adapté du roman Viens, ô douce mort (Fast Company, 1938) de l'écrivain et scénariste américain Marco Page, alias Harry Kurnitz.

## Synopsis
Joel et Garda Sloan gèrent une entreprise de livres rares à New York. Pour compléter leurs revenus, ils se chargent de récupérer des livres volés pour le compte de sociétés d'assurances et d'enquêter sur des trafics ayant lieu dans le monde littéraire. Le couple emploie notamment Ned Morgan, un ancien prisonnier condamné pour vol. Ce dernier est bientôt accusé du meurtre d'Otto Brockler. C'est le point de départ d'une dangereuse enquête pour les Sloan.

## Fiche technique
- Titre : Règlement de comptes
- Titre original : Fast Company
- Réalisation : Edward Buzzell
- Assistant réalisateur : Charles O'Malley
- Scénario : Harry Kurnitz et Harold Tarshis
  - d'après le roman Viens, ô douce mort… (Fast Company) de Marco Page (1937)
- Musique : William Axt
- Photographie : Joseph MacDonald
- Montage : Fredrick Y. Smith
- Direction artistique : Cedric Gibbons
- Décors : Gabriel Scognamillo et Edwin B. Willis
- Production : Frederick Stephani
- Société de production et de distribution : Metro-Goldwyn-Mayer
- Pays de production :  États-Unis
- Langue d'origine : anglais américain
- Format : noir et blanc — 35 mm — 1.37:1 — son : mono (Western Electric Sound System)
- Genre : comédie romantique, policier
- Durée : 75 minutes
- Dates de sortie :
  - États-Unis : 5 juillet 1938
  - France : 29 mars 1938

## Distribution
- Melvyn Douglas : Joel Sloan
- Florence Rice : Garda Sloan
- Claire Dodd : Julia Thorne
- Shepperd Strudwick : Ned Morgan
- Louis Calhern : Elias Eli Bannerman
- Nat Pendleton : Paul Terison
- Douglass Dumbrille : Arnold Stamper, l'avocat de Ned
- Mary Howard : Leah Brockler
- George Zucco : Otto Brockler
- Minor Watson : Steve Langner
- Donald Douglas : Lieutenant James Flanner
- Dwight Frye : Sidney Sid Wheeler
- Horace McMahon : Danny Scolado
- Thurston Hall : D.A. Mac Millen
- Barbara Bedford
- Edward Hearn : un policier
- Wedgwood Nowell